# Шатијон (Вијена)
Шатијон (фр. Châtillon) насеље је и општина у западној Француској у региону Поату-Шарант, у департману Вијена која припада префектури Монморијон.
По подацима из 2011. године у општини је живело 238 становника, а густина насељености је износила 40,2 становника/km². Општина се простире на површини од 5,92 km². Налази се на средњој надморској висини од 200 метара (максималној 147 m, а минималној 102 m).

## Демографија
| 1962. | 1968. | 1975. | 1982. | 1990. | 1999. | 2011. |
| ----- | ----- | ----- | ----- | ----- | ----- | ----- |
| 113   | 115   | 90    | 91    | 102   | 119   | 238   |

График промене броја становника у току последњих година